# Thors, Charente-Maritime

Thors este o comună în departamentul Charente-Maritime, Franța. În 1 ianuarie 2022 avea o populație de 470 de locuitori.